# Acquario Romano
Acquario Romano – zabytkowy budynek w Rzymie, na Piazza Manfredo Fanti. 

## Historia
Pomysłodawcą obiektu był Pietro Garganico, ekspert w dziedzinie hodowli ryb. Przybył do Rzymu w latach 80. XIX wieku. W 1882 roku miasto przekazało mu za darmo teren we wschodniej części miasta, na placu nazywanym obecnie Piazza Manfredo Fanti. 
Ukończony budynek otwarto w 1887. Wzniesiono go według projektu Ettorego Bernicha. W latach 1986–1990 odbyła się konserwacja budowli, podczas której przywrócono dawne, zniszczone elementy. Od 2003 obiekcie znajduje się siedziba instytucji Casa dell'Architettura, a w jego wnętrzu organizuje się wystawy związane z architekturą.

## Galeria

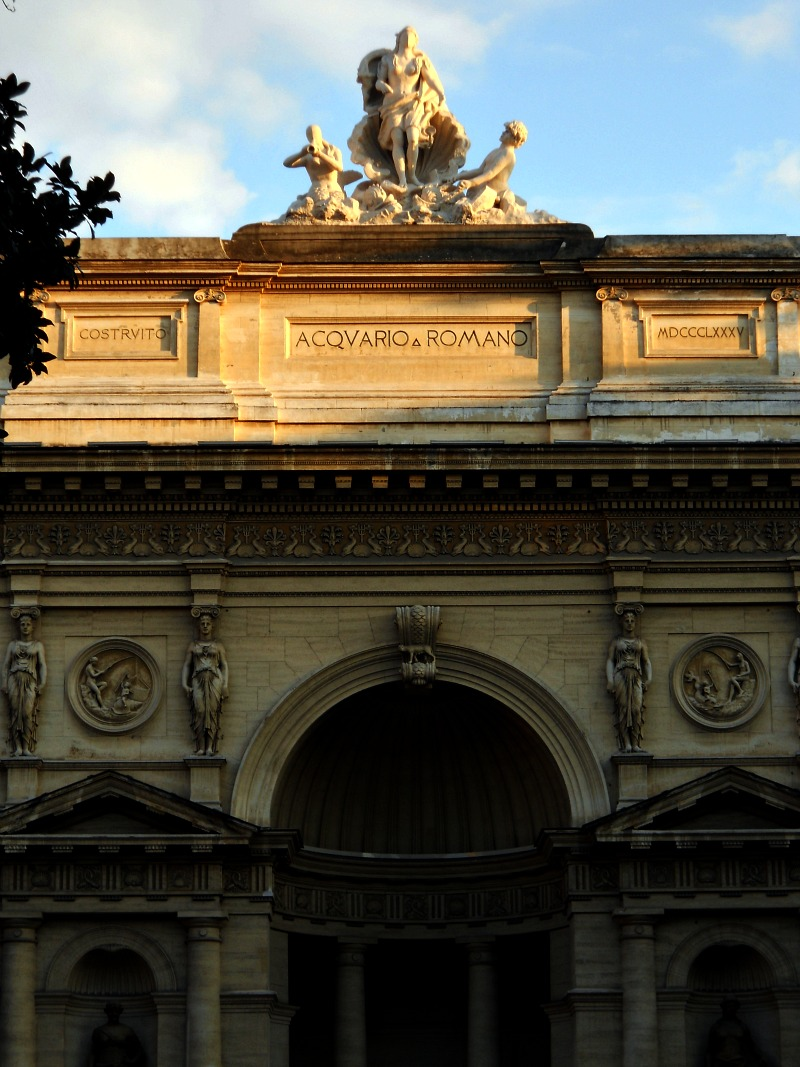
Fasada budynku
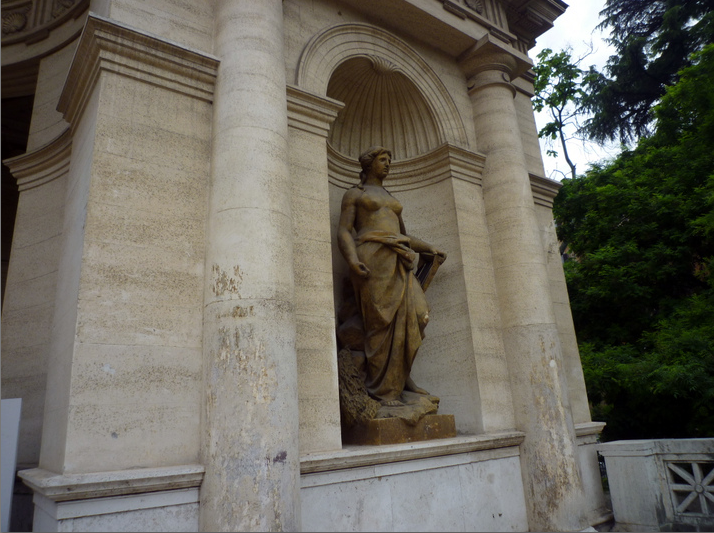
Jedna z rzeźb
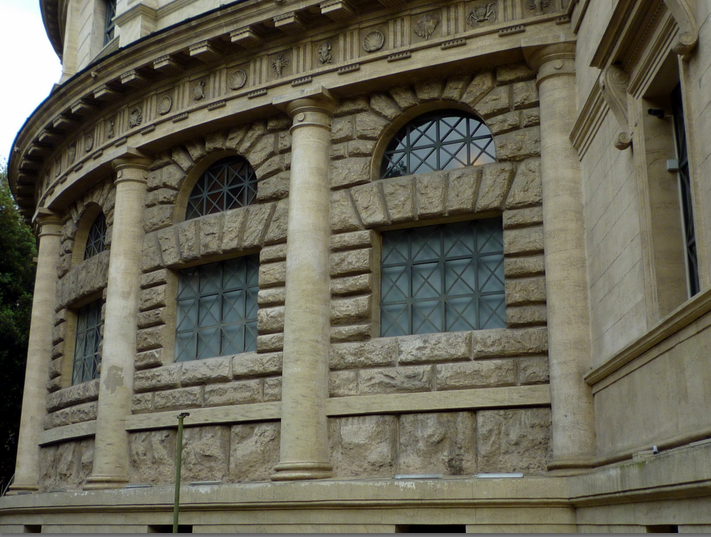
Elewacja
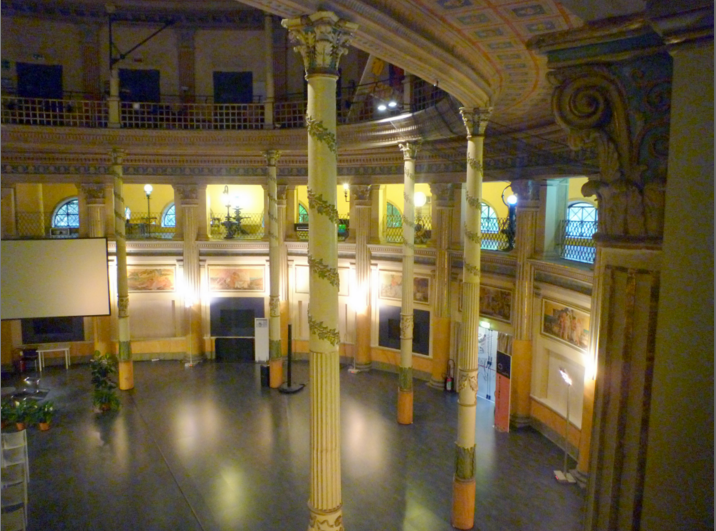
Wnętrze